# Février 1821

## Événements
- Les Birmans dominent l’Assam[1].

- 4 février (23 janvier du calendrier julien) : Tudor Vladimirescu gagne l’Olténie d’où il lance un appel à la révolte contre les « boyards tyrans », la proclamation de Padeş[2]. Il est rejoint par de nombreux paysans roumains, les pandours.

- 9 février : fondation de l'Université George Washington à Washington.

- 10 février, Brésil : les civils et les militaires de Salvador se prononcent contre la monarchie absolue.

- 21 février, Padang[3] : les Néerlandais passent un accord avec les chefs minangkabau, qui reconnaissent la souveraineté néerlandaise en échange d’un soutien dans leur lutte contre les Padri, un groupe de musulmans influencés par les wahhabites. Début de la guerre des Padri dans l'ouest de Sumatra[4].

- 22 février, États-Unis : proclamation du Traité d'Adams-Onís signé le 22 février 1819.

- 24 février :
  - Brésil : le roi Jean VI de Portugal accepte la constitution libérale établie par les Cortes de Lisbonne et s’engage à rentrer au Portugal. La liberté de la presse est proclamée.
  - proclamation du Plan d’Iguala au Mexique. Agustín de Iturbide, placé à la tête de l’armée par le vice-roi pour réprimer l’insurrection, s’entend avec les derniers chefs rebelles, en particulier Vicente Guerrero. Le Plan d’Iguala, ou plan des Trois Garanties, prévoit l’indépendance du Mexique, le catholicisme comme religion d’État et l’égalité sans distinction de races.

- 26 février : la garnison de Rio de Janeiro, dirigée par un avocat, Macamboa, se soulève. Elle proclame la constitution « telle que les Cortes viennent de la voter »[5].

- 27 février, France : ordonnance qui met l’Université sous la surveillance du clergé.

## Naissances
- 11 février : François Auguste Ferdinand Mariette (mort en 1881), égyptologue français.
- 13 février : John Turtle Wood (mort en 1890), architecte, ingénieur et archéologue anglais.

## Décès
- 13 février : Jean-Jacques Lagrenée, peintre d’histoire, dessinateur et graveur français (° 18 septembre 1739).

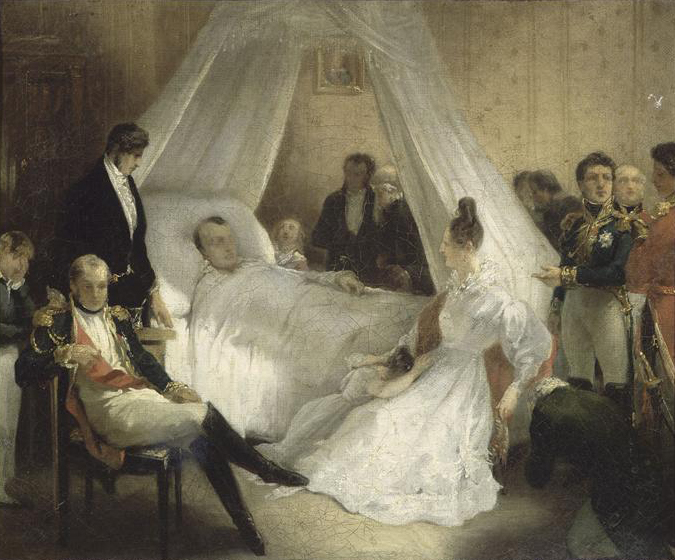
Mort de Napoléon Ier à Sainte-Hélène, le 5 mai 1821, toile de Charles de Steuben, v. 1828

- 23 février : John Keats, poète romantique (Londres, 1795-Rome, 1821).
- 26 février : Joseph de Maistre, philosophe sarde contre-révolutionnaire (1753-1821).
- 27 février : John Scott, journaliste, rédacteur en chef et éditeur écossais (1784-1821).